# Навалювальний вантаж
Навалювальний вантаж також Навалочний вантаж — будь-який вантаж, переважно однорідний за складом, що не є рідиною або газом, складається з суміші часток, гранул або будь-яких доволі великих шматків речовини, який вантажиться у вантажні приміщення судна без застосування будь-яких проміжних видів тари. 
У навалювальних вантажів немає чітких розмірів. Основні параметри їх вимірювання це вага та обсяг. Навалювальні належать до сухих вантажів. Для перевезення навалювальних вантажів використовують два види транспорту: автомобільний (сухопутний) та морський. Навальні вантажі транспортуються великими партіями та перевантажуються у портах на спеціально обладнаних причалах із застосуванням спеціалізованого обладнання.
До навалювальний вантажів належать: тверде паливо (вугілля), руда, мінерально-будівельні матеріали (пісок, гравій, камінь), лісоматеріали тощо. Розрізняють навалювальні вантажі, які не вимагають захисту від атмосферних опадів та розпилення (тверде паливо, руда, цегла, ліс), та вантажі, які піддаються розпиленню, забруднюються та псуються від атмосферних опадів (цемент, вапно, сіль, мінеральні добрива). За специфічними властивостями та умовами транспортування навалювальні вантажі розрізняються на ті, які зберігають свої характерні фізико-хімічні властивості у процесі перевезення і зберігання (мінерально-будівельні матеріали, руди чорних та кольорових металів, кам'яне вугілля, лісоматеріали тощо), та ті, що втрачають при транспортуванні властивість сипкості у результаті змерзання або спікання окремих частин (колчедан, гранульовані шлаки, кам'яне вугілля, калійна сіль тощо), чи ті, що злежуються (цемент, глина, фосфоритне борошно, торф тощо).